# Vulcan (Marvel Comics)
Vulcan —o Vulcano en España— es el alias de Gabriel Summers, personaje que aparece en los cómics estadounidenses de Marvel Comics. Apareció por primera vez en el primer número de X-Men: Deadly Genesis en enero de 2006. Es el hermano menor de Cíclope y Havok (Kaos).

## Historia de publicación
Aunque un tercer hermano de los Summers fue mencionado años antes por Siniestro durante un encuentro con Cíclope, Vulcan apareció por primera vez en X-Men: Deadly Genesis #1, una historia escrita por Ed Brubaker aquello corrió de enero a julio de 2006. Vulcan Entonces aparecido en "El Aumento y Caída del Shi'ar Imperio", también escrito por Brubaker, en Uncanny X-Men número #475 a #486 (septiembre de 2006 a julio de 2007).
Después de que Brubaker dejó Uncanny X-Men, Christopher Yost asumió el cargo de escritor a partir de la miniserie X-Men: Emperor Vulcan, que se desarrolló desde noviembre de 2007 hasta marzo de 2008.
En julio de 2008, Marvel.com publicó un artículo de noticias de una portada alternativa del Emperador Vulcano con la frase "¿Quién gobernará?", Acompañado por el texto "Manténgase sintonizado con Marvel.com y prepárese para la respuesta taquillera de Cómic de San Diego-Con!" Esto fue todo para construir la historia de "Guerra de Reyes", y la parte de Vulcan de la historia está configurada en la miniserie de Kingbreaker, escrita por Yost

## Biografía

### Origen
La historia de Vulcan comenzó en el mundo trono Shi'ar, como el hijo no nacido de Christopher Summers (más tarde conocido como Corsair) y Katherine Summers, padres de Cíclope y Havok. Katherine estaba embarazada cuándo los Summers fueron secuestrados por D'Ken, el Magestor del Imperio Shi'ar. El niño por nacer fue aparentemente asesinado cuando el loco emperador, en represalia por un intento de escape de Corsair, apuñaló a Katherine y la mató. El feto se sacó del cuerpo sin vida de Katherine y se colocó en un acelerador de incubación, que se utiliza para criar esclavos. Como resultado, el niño fue envejecido hasta la adolescencia.
Enviado a la Tierra para convertirse en esclavo de Erik el Rojo, la mano del Emperador en la Tierra, escapó y Moira MacTaggert lo encontró con poco o ningún recuerdo de quién era o de dónde venía. Ella lo tomó como su pupilo y le dio instrucciones sobre el uso de sus poderes nacientes. Afirmó que se llamaba Gabriel, pero eligió el nombre en clave de Vulcan de un libro sobre mitología Romana, y Charles Xavier reconoció que su huella mental estaba relacionada con la de Cíclope y su edad sugiere que es mayor. Vulcan se convirtió en parte de un equipo de X-Men formado por Petra, Darwin, y Sway que intentaron rescatar a los X-Men originales de la isla Krakoa. Al ver a Vulcan como una amenaza, Krakoa envió un volcán con forma humana para tratar con su equipo, matando a las dos mujeres y dejando a Darwin y Vulcano por la muerte.

### Deadly Genesis
Con la ayuda de sus compañeros moribundos, Vulcan pudo sobrevivir. Reawakened En los días modernos por las Reavivado en los días modernos por las energías mutantes liberaron durante el Dia-M, regresa de su exilio espacial para vengarse del Profesor Xavier, matando a Banshee en el proceso, e intentando matar a Logan e incluso secuestrando a Rachel Summers y Cíclope.
En realidad, Darwin había absorbido a Petra y Sway y se fusiona con Vulcan.
Vulcan subconscientemente usa los poderes absorbidos de Petra y Sway para manipular a los X-Men, y descubre la verdad del misterio detrás del equipo desaparecido de X-Men que se perdió en Krakoa. Vulcan es capaz de atraer al profesor Xavier fuera de su escondite, y lo enfrenta frente a los X-Men, deseando que el profesor les revele todo lo que realmente le sucedió a Vulcan y su equipo. Sin embargo, Xavier no puede hacerlo, porque, a raíz del Dia-M, ya no es un Mutante. Enfurecido, Vulcan le ordena a Jean Grey que vincule sus mentes para que todos puedan ver lo que ocurrió. A regañadientes, Rachel lo hace, y con Xavier como guía, no solo puede revelar la verdad detrás de lo que realmente sucedió en Krakoa, sino que también detecta otra conciencia dentro de la mente de Vulcan.
Se reveló que Vulcan y su equipo rescataron a Scott de Krakoa (anteriormente se pensaba que Krakoa liberó a Scott para traer más víctimas), y Vulcan pudo herir a la isla viva, lo que enfureció a la criatura. Vulcan le reveló a Cíclope que en realidad eran hermanos, y envió a Cyclops en su avión a la seguridad. Cuando el avión despegó, Cíclope observó con horror cómo la isla viviente golpeaba y aparentemente mataba a Vulcan y su equipo. Sway fue golpeada primero, y cortada en dos en su torso. Su cuerpo liberó lo último de su poder mutante para ralentizar el tiempo alrededor de ellos. Cuando Petra fue incinerada, también reaccionó por reflejo y los llevó a todos debajo de la superficie a una cueva que creó su poder. Allí, Vulcano y Darwin yacían moribundos, y Darwin se transformó en energía y se unió a Vulcano, salvándolos a ambos. Fueron lanzados al espacio junto con la masa terrestre de Krakoa por Polaris y cayeron en un estado de animación suspendida. Después de la aparente muerte de Vulcan y su equipo, Cyclops regresó al profesor Xavier en un estado histérico, culpándose a sí mismo por su muerte, y el profesor decidió que era mejor para todos los involucrados si alteraba sus recuerdos para olvidarse del segundo equipo y evitarle a todos la agonía.
Vulcan permaneció así en Krakoa, inerte, hasta que la enorme reacción del poder que resultó de Dia-M lo despertó, después de lo cual regresó a la Tierra para enfrentarse a los X-Men, revelando la verdad detrás del incidente de Krakoa. Con estas revelaciones, Jean Grey alcanza la mente de Vulcan y libera la forma inerte subconsciente de Darwin, que Vulcan expulsa de su cuerpo. Aprovechando esta oportunidad, los X-Men lo atacan porque lo consideran demasiado peligroso como para dejarlo solo. Vulcano repele fácilmente su ataque y huye del planeta, renunciando a Cyclops como su hermano, y se dirige al espacio con la visión de D'Ken matando a su madre en su mente, empeñado en vengarse.

### El ascenso y la caída del Imperio Shi'ar
Mientras viajaba por el espacio Shi'ar, aprendió de un miembro de la tripulación cuya nave estelar había destruido, D'Ken había estado en coma durante años después de su experiencia en el CristalM'Kraan y que Lilandra Neramani es la actual gobernante de los Shi'ar. Sin desanimarse, Vulcan continúa en su búsqueda de venganza al enfrentarse a un trío de naves de guerra Shi'ar, y destruyendo a dos de ellos, demostrando así su superioridad a la tripulación de la tercera nave sobreviviente, que Vulcan luego se apoderaría para él. Después de alcanzar el territorio interior del mundo del trono de Shi'ar, Chandilar, la nave se enfrenta y se le ordena rendirse por la Guardia Imperial. Sin embargo, el capitán de la nave de Vulcan había engañado a Vulcan con respecto a la verdadera fuerza de la Guardia, con la esperanza de usarlo como un peón en el plan del Vicecanciller K'Tor's para restaurar el antiguo Imperio; como resultado, Vulcan no está preparado para el verdadero poder de la Guardia, y especialmente su líder, Gladiador.
Vulcano mata a varios guardias poderosos en combate (Neutrón, Cosmo, Smasher e Impulse, entre otros posibles), pero es derrotado por Gladiador y llevado a una luna de prisión. Permanece preso allí hasta que un agente del vicecanciller lo libera de sus ataduras y lo dirige a otra celda para liberar a Deathbird.
Sin embargo, poco después, Deathbird logra convencerlo de al menos retrasar su plan de venganza, después de que los dos se involucren románticamente. Vulcano usa sus poderes para curar las heridas de D'Ken. Después, un agradecido D'Ken le pide a Vulcan que se case con Deathbird. Después de su boda, Vulcano arroja al Profesor Xavier al Cristal M'Kraan, mata a D'Ken y se nombra Emperador del Shi'ar. Darwin salta al Cristal después de Xavier, y poco después aparece con él. Durante la batalla, Vulcan mata a Corsair, alegando que no tiene un padre y culpando a Corsair por dejar que su madre muera. Ahora, con la pérdida de la telepatía de Xavier restaurada por el Cristal, él, junto con Nightcrawler, Warpath, Darwin y Hepzibah, son enviados de regreso a la Tierra por Lilandra que bloquea la programación de la nave. Mientras tanto, Havok, Jean Grey, Polaris, Ch'od, Raza y Korvus forman un nuevo equipo de Starjammers, empeñados en derrotar a Gabriel (Vulcan) de una vez por todas, y rescatar los restos del imperio Shi'ar lisiado.

### Emperador Vulcan
La guerra civil entre las fuerzas de Vulcan y los leales a Lilandra destronada continúa. Liderados por Havok y los Starjammers, las fuerzas de Lilandra se van alejando gradualmente de las fuerzas de Vulcan, que están plagadas de deserciones. Los Shi'ar, contrariamente a las expectativas de Vulcan, no están contentos de tener a un forastero como su gobernante. Vulcan está desanimado por esto, pero Deathbird lo convence de que lo aceptarán.
Advertido antes de un ataque rebelde en Feather's Edge, Vulcan y su flota emboscan a los Starjammers. Sin embargo, en medio de la batalla, su nave, el Martillo, es destruida por los Scy'ar Tal (que se traduce como "Muerte al Shi'ar"). Vulcan y Gladiador atacan al líder de los Scy'ar Tal y son fácilmente derrotados, con lo cual se retiran más profundamente en el espacio Shi'ar.
Jean Grey se pone en contacto con el mayor Scy'ar Tal y descubre su verdadero origen: el Scy'ar Tal originalmente se llamaba M'Kraan. Al principio de su historia, los Shi'ar los atacaron, matando a muchos y causando que el resto huyera por sus vidas. Finalmente, los Shi'ar, que tomaron el planeta, tomaron el Cristal M'kraan como propio, declarándolo el don sagrado de las deidades Sharra y K'ythri.
Los M'Kraan, cambiando su nombre a Scy'ar Tal, luego dedicaron su cultura y sociedad a la destrucción del Imperio Shi'ar. A pesar de que más tarde se revela al lector que los Scy'ar Tal descubrieron el Cristal M'Kraan unos 13,000 años antes y erradicaron las especies que habitaban en ese entonces en el planeta, ya que consideraban que el planeta era "santo", lo mismo que los shi'ar les han hecho. Con su primer ataque, destruyeron el Feather's Edge transportando una estrella para destruirla.
Vulcan se pone en contacto con los Starjammers para llamar a un cese al fuego temporal. Bajo el alto el fuego, los Shi'ar y los Starjammers deciden eliminar la Finalidad, paralizando así la mayor amenaza de los Scy'ar. Una vez que Havok y Vulcano están en posición de destruir la Finalidad, el Anciano Scy'ar intenta detenerlos, pero Vulcano, descubriendo la fuente del poder del Anciano, corta la conexión entre el Anciano y sus hermanos, dejando al Anciano impotente y al Scy'ar desorganizado. La marea de la batalla cambia a Shi`ar, que procede a atacar no solo a los Scy'ar, sino también a los Starjammers. Mientras tanto, Vulcano hace estallar a Havok en un sol.
Vulcan decide usar la Finalidad para destruir al Scy'ar usando el arma para colocar una estrella en medio de su flota. Havok regresa y, habiendo absorbido suficiente poder para quemarlo, decide terminar las cosas con Vulcan. Mientras luchan, Rachael y Korvus intentan detener el faro que iniciará el ataque del Shi'ar. La Guardia Imperial Shi'ar termina la batalla de Havok con Vulcan al aparecer con los Starjammers en cautiverio, amenazando con matarlos. Antes de rendirse, Havok destruye la Finalidad. Con Havok y los Starjammers bajo custodia, Vulcan declara que devolverá al Imperio Shi'ar a su antigua gloria.

### Estamos Divididos
Vulcano aparece en un monitor de la celda de Havok en una prisión y se burla de él diciéndole los eventos del Complejo del Mesías. Él dice que el bebé, y toda la esperanza de los mutantes se ha perdido. Havok destruye el monitor y dice que si un bebé puede nacer, también puede otro, que siempre hay esperanza.

### X-Men: Kingbreaker
Vulcan comienza una agresiva guerra de conquista para expandir el Imperio Shi'ar, ocupando, entre otras razas, a los Z'Nox. Mientras tanto, se obsesiona con hacer que Havok reconozca su superioridad, algo que Havok se niega a hacer. Los Starjammers escapan de su prisión, casi matando a Vulcan en el proceso, e hiriendo gravemente a Deathbird, pero se ven obligados a huir al Imperio Kree.

### Guerra de Reyes
Después de enterarse de la devastación de la flota Skrull y la toma de Hala por parte de los Inhumanos, Vulcan lanza un ataque sorpresa a los Kree, ahora gobernado por Black Bolt y la población Inhumana deAttilan. La Guardia Imperial recupera a Lilandra, a quien Vulcano planea ejecutar. Sin embargo, uno de sus almirantes lo detiene, afirmando que hacerlo solo la convertirá en mártir e incitará a las facciones que le son leales para derrocarlo alrededor de una figura similar. También rapta a Adam Warlock y lo ataca.
Muy pronto, Lilandra es asesinado en un intento de usurpar a Vulcan. Inmediatamente, una guerra civil se enciende en el Imperio entre facciones leales a ella y Vulcan. A pesar de que la Fraternidad de los Raptores y sus almirantes le aconsejaron que demandara la paz y regresara a sus planetas para restablecer el orden, Vulcan se niega a escuchar y vuela para atacar a los Inhumanos. Encuentra a Black Bolt con su T-Bomb. Creyendo que el Inhumano intenta destruir su imperio, Vulcan se compromete con el silencioso rey. Ambos aparentemente mueren en la explosión resultante que hace un agujero en la tela del espacio y el tiempo. Gladiador luego toma el lugar de Vulcan como el Magestor del Shi'ar. Con la revelación de que Black Bolt no murió, sino que quedó atrapado en la falla, el destino de Vulcan sigue siendo desconocido.

### Dawn of X
Algún tiempo después, durante Dawn of X, Cíclope escribió el nombre de Vulcan como una de varias amenazas que los X-Men tienen que resolver, en un momento en el que casi todos los X-Men desaparecieron y se presumen muertos mientras estaban atrapados en un reino creado por Nate Grey, lo que indica que Vulcan de hecho está vivo o simplemente que Cyclops no sabe qué le pasó durante el evento Guerra de Reyes. Poco después de que Xavier usara las habilidades únicas de Krakoa para crear una nueva nación para mutantes, se revela a través de una infografía que enumera todos los mutantes de nivel Omega que se sabe que existen, que Gabriel está vivo y misteriosamente de regreso en la Tierra. También es un ciudadano leal de Krakoa y se reunió con su familia y su mente psicótica aparentemente se estabilizó. Vulcan fue aceptado por algunos conocidos del continente de Krakoan que han traspasado los límites aceptables del decoro. Tampoco parece tener ningún recuerdo de su época como el loco Emperador de los Shi'ar, aunque tiene el mismo sueño recurrente todas las noches de estar atrapado en la Falla después del evento de la Guerra de los Reyes, lo que lo hizo propenso a sufrir fuertes ataques. Bebiendo. Además, si bien no era un rasgo particularmente suyo en el pasado, Vulcan tiene una especie de tendencia hacia el diálogo grandioso y habla incesantemente sobre el fuego dentro de él, lo que no parece ser un comportamiento del todo estable por su parte. Para complicar las cosas, un Registro de Batalla Shi'ar de la derrota de Vulcano revela que, si bien el Emperador Vulcan cayó en la Falla con Rayo Negro, él, al igual que Rayo Negro, nunca murió. Más tarde, mientras está en la luna, Vulcano encuentra a los Cotati y los ve preparándose para invadir la Tierra. Les advierte contra la invasión de Krakoa, pero lo capturan y accidentalmente despiertan su fuego, lo que le permite recordar lo que le hicieron en la brecha. Resulta que, mientras estaba en la Falla, Vulcan fue llevado a otro plano dimensional por una trinidad de seres lovecraftianos de antiguo poder y malicia conocidos como los de Muchos Ángulos, que planean usarlo para conquistar el Universo Marvel. También implicaron haber intentado capturar a Black Bolt, pero el Rey de Medianoche fue rescatado a tiempo. El cónclave alienígena puso una mirada codiciosa sobre el poder de Vulcan, buscando convertirlo en una herramienta para sus propios fines. Desgarran a Vulcano a nivel molecular para mirar dentro de su alma. Mientras evalúan su potencial para el bien y para el mal, encuentran un fuego dentro de él que consideran "Un verdadero poder dentro de una hueste rota y retorcida". Es inquietante que aparentemente sólo estén interesados en el lado malvado de Vulcano, incluso considerando que el potencial para el bien es un defecto en su existencia. Reescribieron la mente de Vulcan, creando el exterior "bueno" que ha estado presentando a los X-Men todo este tiempo, una identidad falsa debajo de la cual se subsumió su verdadera personalidad y lo devolvió a su universo. De vuelta al presente, Vulcan desata su fuego reprimido e incendia a todos los Cotati, matándolos a todos. Cuando el resto de Cotati descubre que Vulcan ha matado a todo su batallón, se preparan para invadir Krakoa.

## Poderes y habilidades
Vulcan es un mutante de nivel omega, con la capacidad de manipular, controlar y absorber vastas cantidades de energía psiónicamente. Además de las energías tradicionales del espectro electromagnético, Vulcan ha mostrado control sobre las energías exóticas, como las explosiones ópticas del Cíclope y la energía mágica.
Vulcan ha usado sus poderes para producir luz, calor, fuerza y electricidad, así como para deformar o deshabilitar grandes cantidades y diferentes tipos de fuentes de energía existentes, aprovechar y suprimir energías mutantes, sobrevivir en el vacío del espacio y volar. Fuera de una atmósfera planetaria, su velocidad de vuelo puede alcanzar incluso la velocidad de la luz. Puede rastrear las firmas de energía a través de vastas distancias interestelares, como se demostró cuando localizó un trío de naves estelares. Él puede ir sin alimentos por largos períodos al absorber directamente la energía, y puede generar campos de fuerza de protección para viajes interestelares. Puede manipular la electricidad dentro del cerebro de una persona y usar los poderes de otros al manipular sus propias fuentes de energía, aunque necesita estar en su presencia para lograrlo. Los límites exactos de sus habilidades de replicación de poder son desconocidos, pero fue capaz de utilizar la telepatía de Jean Grey sin su consentimiento. Vulcan también posee la capacidad de solidificar la energía en formas sólidas, simulando en efecto la telekinesis. Cuando él usa sus poderes, sus ojos brillan. Ha sido confirmado como un mutante de nivel omega, sus poderes se elevaron a dicho nivel gracias a la absorción de una cantidad masiva de energías mutantes durante el Dia-M.
Vulcan es capaz de usar sus habilidades psiónicas para una variedad de usos. A pesar de la poca (si alguna) capacitación formal en el uso de sus poderes mentales, Vulcan ha demostrado hazañas como la resistencia/asalto mental por parte de seres telepáticos mucho más experimentados, y también pudo restaurar al antiguo emperador Shi'ar D'Ken. desde un estado catatónico, algo que los telépatas más poderosos/hábiles de todo el imperio Shi'ar no habían podido realizar previamente. Vulcan no posee ninguna habilidad telepática innata, pero puede manipular las energías telepáticas de los demás (lo que le permite proteger su mente de ataques externos). En la instancia con D'Ken, usó sus poderes de energía para reactivar las conexiones eléctricas en las neuronas del cerebro de D'Ken que habían sido dañadas por el Cristal M'Krann.
Los tres hermanos Summers tienen poderes similares, ya que cada uno es capaz de absorber ciertos tipos de energías celestes y canalizar esa energía de sus cuerpos. Si bien se sabe que sus hermanos Alex y Scott son inmunes a los poderes de los demás, aparentemente no son inmunes a los de Vulcan; Vulcan tampoco es inmune a Alex.
Vulcan es capaz de absorber grandes cantidades de energía en cualquier forma. En un compromiso, Vulcan obligó a Adam Warlock a huir después de robarle la mayor parte de su poder en segundos. Las capacidades de absorción de Vulcan, aunque vastas, tienen límites. Fue incapaz de absorber o desviar una poderosa explosión de su hermano Havok (aunque en ese momento Havok fue impulsado más allá de sus niveles normales), dejando a Vulcan herido y a merced de su hermano. Aunque la proyección de energía de alto orden agota rápidamente sus reservas, como lo demuestra su lucha contra los buques de guerra Shi'ar y más tarde la Guardia Imperial, las habilidades de manipulación de energía de Vulcan no se basan en dichas reservas de energía. Puede seguir manipulando fuentes externas de energía incluso cuando están agotadas, aunque es notablemente más débil cuando esto ocurre. Sin embargo, se ha demostrado que es capaz de derrotar varias naves avanzadas de Shi'ar cuando se encuentra en tal estado.
Después de ser tragado por el suelo de Krakoa, absorbió los poderes de sus compañeros de equipo Sway, Darwin y Petra, y le otorgó sus poderes de manipulación del tiempo, adaptación física y manipulación de la tierra, respectivamente. Estos poderes se perdieron cuando Rachel Summers pudo darle a la psique de Darwin el impulso necesario para separarse de Vulcan.
Cuando no está en posesión de los poderes de Darwin, el cuerpo de Vulcan es tan vulnerable como cualquier humano normal en lo que se refiere a la durabilidad. Se demostró que los golpes de Black Bolt son capaces de extraer sangre y astillar los dientes. Al luchar contra los X-Men, Vulcan ha sido susceptible a golpes físicos. Sin embargo, Vulcan puede usar sus habilidades de energía para crear campos de fuerza o para reconstruir partes dañadas/destruidas de su cuerpo, cuya extensión es desconocida, ya que Vulcan todavía necesitaba un ojo protésico después de un golpe de Gladiador.
De acuerdo con la información de su creador, Ed Brubaker, Vulcan tiene un "potencial oculto" que le permite generar completamente y tener control sobre siete elementos (fuego, tierra, electricidad, viento, agua, oscuridad y luz).

## Recepción
- En 2014, Entertainment Weekly clasificó a Vulcan en el puesto 77 en su lista "Clasifiquemos a todos los X-Man".[37]

## Otras versiones

### Age of X
En la realidad de Age of X, Vulcan se encuentra en coma inducido en las instalaciones de investigación de Barton-Howell.

### Qué Si?
¿Y si? Deadly Genesis explora lo que habría sucedido si Vulcan y su equipo hubieran sobrevivido a su aventura en Krakoa. En esta realidad, Vulcan y su equipo se abren paso a través de la isla, sobreviviendo a su asalto. Vulcan se separa del grupo y encuentra a los X-Men capturados. Luego de matarlos accidentalmente a todos en pánico, Vulcan escapa del templo y, con el resto de su equipo, la isla en sí. Krakoa es luego expulsado al espacio profundo, donde permanece intacto durante años hasta que es descubierto por el Silver Surfer. Allí, Sway encuentra un bolsillo de tiempo y usa sus poderes para reproducir los eventos de los asesinatos de Vulcan. Después de confrontarlo y deshabilitarlo de sus poderes, el profesor Xavier destierra a Vulcan a la isla, donde se ve obligado, como castigo, a repetir los asesinatos ocurridos de los X-Men cada vez que necesita comida.
Una segunda historia, "¿Qué pasaría si? ascenso y caída del Imperio Shi'ar", examina lo que habría sucedido con el Imperio Shi'ar si Vulcan hubiera absorbido las energías del Cristal M'Kraan en lugar del Profesor Xavier, y se convirtió en el Fénix.

## Ediciones recogidas
Vulcan las historias han sido recogidas a comercio paperbacks:
- Génesis mortífera (200 páginas, hardcover, agosto de 2006, ISBN 0-7851-1961-2, softcover, enero de 2007,
- Ascenso y Caída del Imperio Shi'ar Recoge Uncanny X-Men #475-486, 312 páginas, agosto de 2007, hardcover, softcover, febrero de 2008,
- Emperador Vulcan 120 páginas, mayo de 2008
- Carretera a Guerra de Reyes Recoge X-Men: Kingbreaker #1@–4, Invasión Secreta: Guerra de Reyes, y Guerra de Saga de Reyes, 176 páginas, junio de 2009